# 沙漠壳菌科
沙漠壳菌科（学名：Eremomycetaceae），是座囊菌纲下的一个科，未指定目。

## 下属分类
本科包括以下属：
- 节纹菌属 Arthrographis G.Cochet ex Sigler & J.W.Carmich.
- 沙漠壳菌属 Eremomyces Malloch & Cain, 1971
- Rhexothecium Samson & Mouch., 1975